# آسیل هالید

ساختار عمومی آسیل هالیدها که در آن X نشان دهنده یک هالوژن و R نشان دهنده یک زنجیر جانبی است.

آسیل هالیدها(به انگلیسی: Acyl halide) ترکیبات شیمیایی آلی هستند که  از زیر مجموعه‌های اکسی‌اسیدها به شمار رفته و در نتیجه جایگزینی یک گروه هیدروکسیل با یک هالید، به وجود می‌آیند. این ترکیبات به طور کلی دارای گروه عاملی به صورت –COX هستند که در آن X یک هالوژن است.

## واکنش‌ها
در زیر واکنش آسیل هالیدها با چند ماده مهم عنوان شده است:
- واکنش با آب که موجب تولید یک کربوکسیلیک اسید می‌شود:

- واکنش با یک الکل که موجب تولید استر می‌شود:

- واکنش با آمین و تولید یک آمید: